# Коноплёв, Григорий Георгиевич
Григорий Георгиевич Коноплёв (21 октября 1925, с. Сасыколи, Харабалинский район, Астраханская губерния, РСФСР — 12 апреля 2017, Астрахань, Российская Федерация) — советский организатор сельскохозяйственного производства, председатель колхоза имени Кирова Харабалинского района Астраханской области, Герой Социалистического Труда (1973). 

## Биография
Родился в многодетной крестьянской семье. По окончании восьми классов средней школы родного села трудился в местном колхозе рядовым колхозником. 
В 1943 году был призван в РККА, участник Великой Отечественной войны. После окончания 2-го Куйбышевского военно-пехотного училища воевал с августа 1944 года в звании младшего лейтенанта в составе 342-го стрелкового полка 136-й дивизии 2-го Белорусского фронта. Командовал батареей 76-мм полковых пушек. В мае 1945 года получил тяжёлое ранение при форсировании Одера, после излечения в госпитале в 1946 году был комиссован.
Возвратившись на родину, окончил последние классы десятилетней школы. В 1953 году окончил заочное отделение Саратовской партийной школы. Работал директором районного Дома культуры, в Харабалинском районном комитете КПСС, редактором районной газеты «Родина». В 1958 году окончил Саратовский государственный университет имени Н. Г. Чернышевского по специальности учитель истории. В марте 1961 года был избран председателем колхоза имени С.М.Кирова Харабалинского района. Вывел колхоз в число передовых сельскохозяйственных предприятий Астраханской области.
Указом Президиума Верховного Совета СССР от 7 декабря 1973 года за большие успехи, достигнутые во Всесоюзном социалистическом соревновании, и проявленную трудовую доблесть в выполнении принятых обязательств по увеличению производства и продажи государству зерна и других продуктов земледелия в 1973 году удостоен звания Героя Социалистического Труда с вручением ордена Ленина и золотой медали «Серп и Молот».
С 1978 по 1992 года — председатель исполнительного комитета Харабалинского районного совета, управляющий треста «Южводстрой» Главастранстроя СССР, директор птицефабрики «Астраханская».
Депутат Верховного Совета РСФСР 9-го созыва, делегат XXV съезда КПСС (1976).
В 1992 году вышел на пенсию. Проживал в Астрахани. Похоронен на кладбище № 2.

## Память
- В 2011 году средней школе в селе Сасыколи присвоено имя Григория Коноплёва.
- 22 февраля 2021 года на фасаде дома 54 по улице Кирова в Астрахани установлена мемориальная доска [1].

## Награды и звания
Герой Социалистического Труда (1973).
- Орден Ленина
- Орден Красной Звезды
- Орден Октябрьской Революции (08.04.1971)
- Орден Отечественной войны I и II степеней (11.03.1985)
- Орден «Знак Почёта» (30.04.1966)
- Орден Дружбы (10 августа 2006)[2]